# Shichimi
Shichimi tōgarashi (七味唐辛子, littéralement « piment aux sept saveurs ») ou simplement shichimi est un mélange de sept épices japonaises très courant. On l'appelle aussi parfois nanami tôgarashi à l'extérieur du Japon.
On utilise souvent le shichimi dans les soupes, sur les nouilles et dans le gyūdon ou pour assaisonner des produits à base de riz, tels que les gâteaux de riz, les agemochi ou les senbei[réf. souhaitée].

## Histoire
Le shichimi tōgarashi aurait été créé en 1625 par Karashiya Tokuemon. Ce dernier, herboriste à Edo (aujourd'hui Tokyo), s'inspira de la médecine traditionnelle chinoise pour élaborer ce mélange. Le quartier, connu pour ses nombreux médecins et apothicaires, s'appelait Yagenbori (薬研堀), du nom d'un canal en forme de mortier utilisé pour broyer les herbes médicinales.
À ses débuts, le mélange était principalement apprécié pour ses propriétés médicinales et était vendu à l'entrée des temples et sanctuaires. Son usage culinaire s'est généralisé avec la diffusion de la culture gastronomique d'Edo.

## Composition
Le shichimi tōgarashi se compose de sept ingrédients principaux. Les ingrédients varient selon les marques, mais on retrouve généralement :
- le piment : introduit au Japon au XVIe siècle, il stimulerait la circulation sanguine et favorise la sudation ;
- le poivre sanshō : apporte une touche piquante et des propriétés digestives ;
- les graines de sésame : adoucissent le mélange tout en apportant des nutriments essentiels ;
- les graines de chanvre : ajoutent du croquant et sont riches en protéines ;
- les zestes de mandarines (chinpi) : offrent une touche fraîche et fruitée ;
- la pérille (shiso) : riche en vitamines et en carotène, son arôme frais stimule l’appétit.

Et parfois :
- algue aonori : reconnue pour son arôme et sa contribution visuelle ;
- graines de pavot : aromatiques et croquantes, elles enrichissent la texture ;
- gingembre : soulagerait les maux d’estomac ou le rhume.

Certaines boutiques proposent des mélanges personnalisés, ajustant le dosage pour répondre aux goûts des clients. D'autres ingrédients plus originaux comme du basilic ou du cumin peuvent parfois être ajoutés.

## Marques célèbres et particularités régionales
Trois marques dominent le marché du shichimi tōgarashi :
- Yagenbori (Tokyo) : le créateur du mélange, qui inclut des graines de pavot et du piment rôti en plus du piment classique, mais pas de shiso ;
- Yawataya Isogorô (Nagano) qui intègre du gingembre ;
- Shichimiya Honpo (Kyoto) qui ajoute du sésame blanc en plus du sésame noir et de l'algue aonori, mais pas de chinpi.

La boutique principale de Yawataya Isogorô est situé près du temple Zenkō-ji, alors que celle de Shichimiya Honpo est située non loin du célèbre Kiyomizu-dera.